# Autocomplezență
Autocomplezența (în engleză: self-serving bias; în franceză: biais d'autocomplaisance; în spaniolă: sesgo de auto-servicio; în germană: Selbstwertdienliche Verzerrung) este orice proces cognitiv sau perceptual care este distorsionat de necesitatea de a menține și de a spori încrederea în sine sau de tendința de a se percepe într-o manieră exagerat de favorabilă.  Este înclinația unor indivizi de a-și atribui succesele propriilor abilități și eforturi și de a atribui, în schimb, factorilor externi eșecurile.
Atunci când oamenii resping validitatea feedback-ului negativ, se concentrează pe punctele forte și pe realizările lor, dar își trec cu vederea greșelile și eșecurile sau își asumă mai multă responsabilitate pentru activitatea grupului lor decât o dau altor membri, ei își protejează, de fapt, egoul de amenințări și de răniri.  
Aceste tendințe cognitive și perceptuale perpetuează iluziile și erorile, dar ele servesc, de asemenea, nevoia de respect de sine. De exemplu, un student care atribuie câștigarea unei note bune la un examen inteligenței și pregătirii proprii, dar atribuie notele mici predării slabe a profesorului sau întrebărilor inechitabile din teste, putem spune că manifestă o tendință vădită spre autocomplezență.  
Studiile au arătat că asemenea atribuiri se fac în diferite situații, cum ar fi la locul de muncă , în relațiile interpersonale,  în sport  și în luarea de decizii de către consumatori. 
Ambele procese motivaționale (exagerarea încrederii în sine și autoperceperea favorabilă) și procesele cognitive (adică locusul de control, stima de sine) influențează tendința de autocomplezență.  Există atât diferențe culturale (diferențe între culturile individualiste și cele colectiviste) cat și considerente de populație clinică specială (adică depresie ) în cadrul acestei tendințe.   O mare parte din cercetările privind înclinația spre de autocomplezență au folosit propriile rapoarte  ale participanților, bazate pe manipularea experimentală a rezultatelor sarcinilor sau în situații naturale.  Unele cercetări mai moderne au întors totuși atenția asupra manipulărilor fiziologice, cum ar fi stimularea emoțională și activarea neuronală, în încercarea de a înțelege mai bine mecanismele biologice care contribuie la autocomplezență.  

## Istorie
Teoria tendinței de autocomplezență a apărut pentru prima dată la sfârșitul anilor 1960 până la începutul anilor 1970. Pe măsură ce cercetările pe această temă au crescut, unii oameni au avut preocupări aparte în legătură cu acest subiect.  În 1971, o teamă a apărut că ipoteza s-ar dovedi incorectă, la fel ca ipoteza de apărare perceptuală a lui Dixon. Cu toate acestea, teoria este acum puternică. Atunci când această teorie era încă în curs de dezvoltare, a fost în timpul cercetării subiectivismului în atribuirea demerite și răspunderi. Fritz Heider a constatat că, în situații ambigue, oamenii au făcut atribuiri pe baza propriilor nevoi, pentru a menține o înaltă stima de sine și un punct de vedere. Această tendință specifică a devenit ceea ce știm acum ca fiind tendința de autocomplezență. Miller și Ross au efectuat un studiu în 1975, care a fost unul dintre primele pentru a evalua nu numai părtinirea față de sine, ci și atribuirea succeselor și eșecurilor în cadrul acestei teorii.  Ei au susținut că oamenii de sine stăpânire pe care le-au creat sunt raționali și nu depind de nevoia de respect de sine. Aceasta înseamnă că, dacă rezultatul unui eveniment este în concordanță cu așteptările persoanei, atunci ele vor face factori interni (dispoziționali). Pe de altă parte, dacă rezultatul evenimentului nu se potrivește cu așteptările persoanei, ei vor face atribuții situaționale, dând vina pe împrejurimi în loc de ei înșiși. 

## Metode

### Teste de laborator
Investigațiile în laborator privind tendința de autocomplezență diferă în funcție de obiectivele experimentale, dar au unele aspecte fundamentale comune.  
Participanții îndeplinesc o anumită sarcină, deseori de inteligență, de sensibilitate socială, presupunând abilități de predare sau abilități de terapie.  Participanților li se poate cere să lucreze singuri, în perechi sau în grupuri. După finalizarea sarcinii, participanții primesc feedback fals randomizat. Unele studii folosesc mecanisme de inducere a emoției pentru a investiga efectele de moderare asupra tendința de autocomplezență. În final, participanții atribuie  rezultatele date diferitor cauze. Aceste atribuții sunt evaluate de către cercetători pentru a determina implicațiile asupra tendinței de autocomplezență. 

### Experimentarea neurală
Anumite teste moderne utilizează tehnici de imagistică neuronală pentru a suplimenta procedurile fundamentale de laborator. Corelațiile neuronale ale tendinței de autocomplezență au fost investigate prin electroencefalografie (EEG), precum și imagistica prin rezonanță magnetică funcțională (fMRI).  Aceste proceduri permit o înțelegere a activității zonei creierului în timpul expunerii unei tendințe de autocomplezență, precum și un mecanism de diferențiere a activității creierului între populațiile sănătoase și cele clinice. 

### Investigarea naturalistă
Rezultatele performanței retrospective pot fi utilizate în investigarea tendinței de autocomplezență. Un exemplu în acest sens este raportul privind performanța companiei urmat de raportul de autoatribuire a rezultatelor. Aceste rapoarte de autoatribuire pot fi apoi folosite pentru a evalua modul în care succesele și eșecurile sunt văzute de angajații și directorii companiei. Această metodă poate fi utilizată pentru numeroasele variabile de rezultate pentru a determina prezența sau absența tendinței de autocomplezență. 

## Factori și variabile

### Motivația
Două tipuri de motivație afectează tendința de autocomplezență: autoîmbunătățirea și autoprezentarea. Autoîmbunătățirea își propune să mențină valoarea de sine; atribuirea de succese la nivel intern și a eșecurilor factorilor externi ajută oamenii în autoîmbunătățirea lor. Auto-prezentarea se referă la efortul de a transmite imaginea dorită celorlalți și de a face atribuiri de autocomplezente pentru a gestiona impresiile asupra celor din jur.  De exemplu, ei pretind merit personal în succese, dar își declină răspunderea pentru eșecuri, în încercarea de a influența modul în care alții îi percep. Motivația funcționează împreună cu factorii cognitivi pentru a produce atribuiri de merite personale satisfăcătoare și de autoprezervare a rezultatelor. 

### Locus de control
Locusul de control este una dintre principalele influențe ale stilului de atribuire. Persoanele cu un loc intern de control consideră că au un control personal asupra situațiilor și că acțiunile lor contează. Cei cu un locus de control extern cred că forțele exterioare, șansa și norocul determină situațiile și că acțiunile lor nu pot schimba nimic.  Persoanele cu un locus extern de control au mai multe șanse de a prezenta o tendință de autocomplezență după eșec, decât cele cu un locus intern de control.
Diferența în stilul de atribuire între indivizii cu loci interni și externi de control, cu toate acestea, nu este la fel de marcată în rezultatele reușite, deoarece persoanele cu ambele tipuri de atribuire au mai puțin nevoie să-și apere succesul în imaginea de sine. Piloții avioanelor cu un loc intern de control au fost susceptibili de a avea o tendință de autocomplezență în ceea ce privește abilitățile și nivelurile de siguranță ale acestora. 

### Sexul
Studiile au arătat o ușoară discrepanță în utilizarea de către bărbați și femei a autocomplezență. În studiile de autoraportare care investigau interacțiunile partenerului cuplurilor romantice, bărbații au avut tendința de a atribui partenerilor lor mai multe interacțiuni decât femeile.  Aceasta este o dovadă că bărbații pot manifesta tendința de auto-deservire mai mult decât femeile, deși studiul nu privea atribuții pozitive de interacțiune. 

### Vârsta
Adulții în vârstă s-au dovedit a face mai multe atribuiri cauzale interne pentru rezultatele negative. Stilul de atribuire diferențiat la vârste diferite indică faptul că tendința de autocomplezență poate fi mai mică la adulții mai în vârstă. Acești adulți mai în vârstă, care au atribuit rezultatele negative mai mult factorilor interni, s-au evaluat, de asemenea, și că au o stare de sănătate mai slabă, astfel încât factorii emoționali negativi se pot contopi cu efectele vârstei. 

### Cultură
Există dovezi ale diferențelor încrucișate între culturi în tendința de autocomplezență, în special atunci când se iau în considerație societăți individualiste (occidentale) versus societăți colectiviste (non occidentale). 
Obiectivele familiei și ale grupului sunt importante în culturile colectiviste. În contrast, obiectivele și identitatea individului, pe care sunt axate societățile individualiste, sporesc nevoia oamenilor din aceste culturi să-și protejeze și să-și sporească stima de sine.  
În timp ce s-au demonstrat diferențe, literatura conflictuală a citat asemănarea în atribuirile cauzale atât în culturile individualiste cât și colectiviste, în special între Belgia, Germania de Vest, Coreea de Sud și Anglia.
Observarea naturalistă și informațiile care compară rezultatele atribuirilor din Statele Unite și cele ale companiilor japoneze arată că sensul și funcția psihologică a atribuirilor interne față de cele externe sunt similare în toate culturile, dar diferența este în strategia de atribuire.               Nu s-a ajuns la un consens asupra influențelor culturale încrucișate asupra autocomplezenței, deși unele diferențe sistematice par a fi prezente, în special între culturile occidentale și non occidentale. De exemplu, un studiu realizat de Kudo și Numuzaki intitulat: "Explicarea și direcționarea automată a biosului în Japonia în reexaminarea eșecului autocomplezenței la succes și la eșec" a arătat că participanții la condiția de succes au dat mai multe atribuiri interne decât participanții la eșec, chiar dacă cercetările trecute au arătat în mod constant că poporul japonez nu are tendința de autocomplezență.
De asemenea, un alt studiu realizat de Hugten și Witteloostuijn, intitulat "Efectul limbii străine asupra tendinței de autocomplezență: Un experiment de teren în clasa de liceu", a arătat rezultatele pe care elevii cu vârste între 13-15 ani, non nativi englezi tind să arate mai multă autocomplezență decât cei care procesează feedback-ul în limba lor nativă olandeză. 

### Rol
Investigațiile privind tendința de autocomplezență fac distincția între rolul participanților ca actori al unei sarcini sau ca observatori ai altora care îndeplinesc o sarcină, strâns legată de asimetria actorului-observator.  
Actorii dintr-o sarcină prezintă părtinirea de auto-servire în atribuțiile lor față de feedback-ul propriu de succes sau de eșec, în timp ce observatorii nu fac aceleași atribuții cu privire la rezultatul sarcinii unei alte persoane.
Observatorii tind să fie mai obiectivi în atribuirile interne sau externe ale altor persoane. Acest lucru se datorează faptului că imaginea de sine a actorilor este provocată direct și, prin urmare, actorii simt nevoia de a-și proteja propria imagine de sine, dar nu simt aceeași înclinație de a face acest lucru atunci când imaginea de sine a altora este amenințată.

### Stima de sine și emoția
Emoțiile pot influența sentimentele de respect de sine, care, la rândul lor, modifică nevoia de a-și proteja identitatea. Persoanele cu o înaltă stima de sine se crede că au mai mult de protejat în imaginea lor de sine și, prin urmare, manifestă tendința de autocomplezență mai des decât acei indivizi cu stima de sine scăzută. 
Într-un studiu, participanții carora li s-au indus emoțiile vinovăției sau repulsiei au fost mai puțin capabili să facă atribuiri de autocomplezente la succes și și mai puțin probabil să facă atribuiri de autoprotecție la eșec. Coleman a ajuns la concluzia că cele două emoții, a vinovăției și a repulsiei, conduc la o scădere a stimei de sine și, astfel, la o reducere a utilizării prejudecății de autocomplezență . 

### Conștiința de sine și probabilitatea de îmbunătățire
Relația dintre nivelurile de conștientizare ale indivizilor și probabilitatea de îmbunătățire percepută influențează de asemenea activarea prejudecății de autocomplezență. Persoanele cu o înaltă autoconștientizare eșuează intern atunci când percep o mare probabilitate de îmbunătățire. Cu toate acestea, aceștia se vor angaja în autocomplezență, atribuind extern eșecul atunci când percep o probabilitate scăzută de îmbunătățire. Indivizii cu nivel scăzut de conștientizare de sine vor atribui extern eșecul extern, indiferent de probabilitatea lor de îmbunătățire percepută. 

## Implicații în lumea reală

### Relații interpersonale
IManifestarea tendinței de autocomplezență poate depinde de apropierea interpersonală, de relațiile într-un context social. Atunci când lucrează în perechi pentru a finaliza sarcini interdependente, rezultatele perechilor relativ apropiate nu au arătat o tendință de autocomplezență, ea fiind prezentă la perechile relativ îndepărtate.  Un studiu privind părtinirea de sine în context relațional sugerează că acest lucru se datorează faptului că relațiile apropiate pun limite asupra tendințelor de autocomplezență ale individului.  Individul devine mai modest, atunci când este într-o relație strânsă și este mai puțin probabil să folosească această relație pentru propriul său beneficiu.  
Înțelegerea motivului pentru care partenerii se abțin de la prejudecățile proprii este încă în discuție, dar poate fi parțial explicată prin impresia favorabilă a celor care au relații strânse între ei.  
Un rezultat similar a fost arătat atunci când privim la perechi de prieteni și străini. Perechile au efectuat un test de creativitate cu rezultate interdependente și li s-au dat apoi o indicații false pentru un rezultat de succes sau de eșec. Străinii au prezentat tendința de autocomplezență în atribuirile de responsabilitate, dar prietenii au avut tendința de a face atribuiri comune atât pentru succes, cât și pentru eșec. Cercetătorii au luat acest lucru ca dovadă a "limitelor privind autoaplicarea".
Într-un alt studiu realizat în 2016, evaluarea implicită și explicită a 108 parteneri și foști parteneri ca părinți, fie căsătoriți, separați sau divorțați, a fost întreprinsă pentru a investiga dacă prejudecățile de autocomplezență i-au influențat. Folosind două teste de asociere implicită, unul măsurând Self vs Partner și celălalt măsurați Self vs. Ex (Fost), rezultatele au arătat că, de cele mai multe ori, bărbații și femeile consideră că foștii sau actualii parteneri sunt mai puțin potriviți, ceea ce demonstrează părtinirea de sine (autocomplezența), ei atribuind succesele factorilor interni, iar eșecurile partenerilor lor.
De asemenea, un alt rezultat a demonstrat că "femeile au dezvăluit o tendință mai înaltă față de bărbați decât bărbații, atât cu privire la măsuri implicite, cât și explicite, dar numai față de foști și nu față de partenerii actuali" deoarece consideră că foștii sunt un grup extern, pe când partenerii lor sunt un grup intern. 
Predispoziția de autocomplezență poate fi găsită în mai multe aspecte ale locului de muncă. Cercetările arată că tendința de autocomplezență  este folosită pentru a explica ocuparea forței de muncă: angajarea pentru un loc de muncă este atribuită factorilor personali, în timp ce eșcul în a obține un loc de muncă este atribuit unor factori externi.
Investigarea experimentală a explicațiilor privind șomajul, prin solicitarea participanților de a-și imagina oportunități de locuri de muncă și probabilitatea de a obține acele locuri de muncă, totuși, nu a arătat o astfel de prejudecată.
Cercetătorii susțin că acest lucru se datorează diferențelor dintre rolul actorului-observator în tendința de autocomplezență. În cadrul locului de muncă, victimele accidentelor profesionale grave tind să atribuie accidentele lor factorilor externi, în timp ce colegii lor și conducerea tind să atribuie accidentele acțiunilor proprii ale victimelor.
Dinamica interpersonală a autocomplezență din secțiunea anterioară are implicații asupra atribuirilor pentru rezultatele la locul de muncă. Într-o anchetă asupra dinamicii grupului, membrii grupului virtual trebuiau să-și îndeplinească o sarcină decizională prin intermediul comunicării mediate de calculator. Rezultatele au arătat că autocomplezența a fost prezentă în rezultatele negative și că o mai mare distanță interpersonală față de membrii grupului a mărit blamarea pentru rezultate negative. 

#### Narcisism
Studiile au arătat că narcisismul este legat de autoevaluări ameliorate ale leadership-ului, chiar și atunci când controlează trăsăturile acelei "Big Five Personality" (personalitatea celor Cinci Mari). Un alt studiu a arătat că narcisismul este legat de o autopercepție exagerată a capacității de a conduce; într-adevăr, în timp ce narcisismul a fost în mod semnificativ corelat pozitiv cu autoevaluările capacității de a conduce, a fost în mod semnificativ negativ corelat de alte ratinguri de leadership.  
Acest studiu a arătat, de asemenea, că narcisismul a fost legat de autoevaluări mai favorabile devierii la locul de muncă și de performanța contextuală în comparație cu alte ratinguri (de supraveghere).
Deoarece narcisismul reflectă în mare măsură tendințele puternice de autoadmirație și de comportament, care nu pot fi văzute ca pozitive de către alții, este posibil ca narcisismul să influențeze în mod diferit percepțiile de sine și de altă natură, iar înțelegerea acestei posibilități poate fi importantă, având în vedere că diferențele de percepție constituie fundamentul anumitor tipuri de management al performanței și al unor practici de dezvoltare.

### Sală de clasă
Studiile efectuate atât în cadrul laboratorului, cât și pe teren, au arătat că atât profesorii, cât și elevii au tendințe de autocomplezență în ceea ce privesc rezultatele la clasă. Aceste atribuiri au un puternic potențial de conflict între profesor și elev, deoarece nici unul nu își va asuma responsabilitatea personală, deoarece elevul poate învinovăți profesorul, iar profesorul atribuie responsabilitatea elevului. Cu toate acestea, atât profesorii, cât și elevii au raportat că sunt conștienți de părtinirea celorlalți, ceea ce a indicat că ar putea exista un mecanism fezabil de soluționare a conflictelor. 

### Tehnologia calculatoarelor
Calculatoarele au devenit o parte integrantă a vieții de zi cu zi, iar cercetările au arătat că persoanele pot trata subconștient interacțiunile cu computerele, ca și cum ar trata o situație socială.  Această constatare, combinată cu ceea ce se știe despre tendința de autocomplezență în relațiile interpersonale, indică faptul că acei consumatori care folosesc un computer pentru a cumpăra produse vor avea nevoie de credit personal pentru achiziții reușite, dar dau vina pe computer pentru experiențe negative de cumpărare.  
De asemenea, s-a constatat că mulți consumatori sunt mai dispuși să atribuie achizițiile reușite computerului și nu îi atribuie vina calculatorului pentru achiziții eșuate dacă au " dezvăluirea intimă" cu computerul, pe care Luna îl descrie drept revelație a informațiilor personale ceea ce face ca dezvăluitorul să se simtă vulnerabil. Un alt motiv este faptul că oamenii sunt atât de obișnuiți cu funcționalitatea defectuoasă, trăsăturile contraintuitive, bug-urile și accidentele bruște ale majorității aplicațiilor software contemporane, încât ei nu se plâng de problemele de computer. În schimb, ei cred că este responsabilitatea lor personală de a anticipa posibilele probleme și de a găsi soluții la problemele computerelor. Acest fenomen unic a fost observat recent în mai multe investigații ale interacțiunii om-calculator. 

## Rezultatele cercetării neurale

### Imagistica prin rezonanță magnetică funcțională (fMRI)
Desprinderea de sine a fost investigată prin metoda fMRI la populații obișnuite. Atribuirile cu tendință de autocomplezență arată activare în striatul dorsal, care joacă un rol în comportamentul motivat, precum și în cingula anterioară dorsală. 
La pacienții cu depresie clinică, se pare că există conexiuni mai slabe între cortexul prefrontal dorsomedial și zonele limbice ale creierului, astfel încât această conexiune poate juca un rol în atribuirile autocomplezente. 

### Electroencefalografie (EEG)
Într-un studiu care utilizează metoda EEG de examinare a activării creierului, participanților li s-a dat feedback fals, care a indicat fie succesul, fie eșecul, și li s-a cerut să facă atribuiri. Diferite de răspunsurile non-autocomplezență, răspunsurile de autocomplezență nu au evidențiat creșterea activității cortexului frontal dorsomedial, precedând deciziile de atribuire. O astfel de lipsă a activității creierului implică faptul că autocontrolul, controlat de cortexul frontal dorsomedial, nu este atât de proeminent în atribuirile de autocomplezență ca în restul atribuirilor.